# Eksjöhovgårds slottsruin

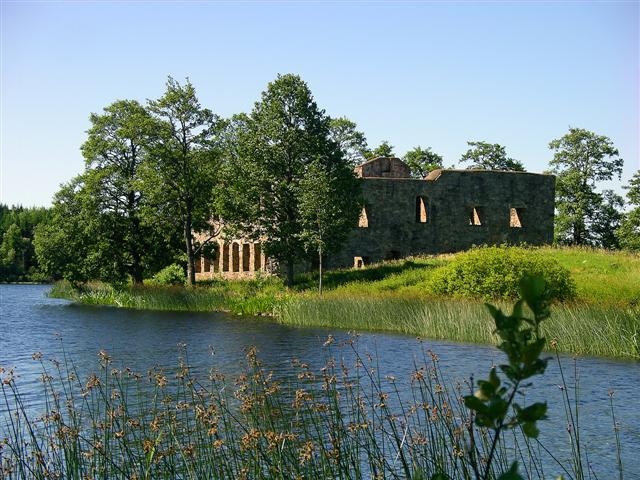
Ruinen av Eksjöhovgård vid Eksjöhovgårdssjön strax öster om Sävsjö.

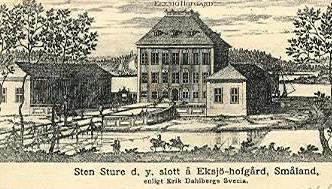
Eksjöhovgårds slott som det avbildades av Erik Dahlbergh i Suecia antiqua et hodierna.

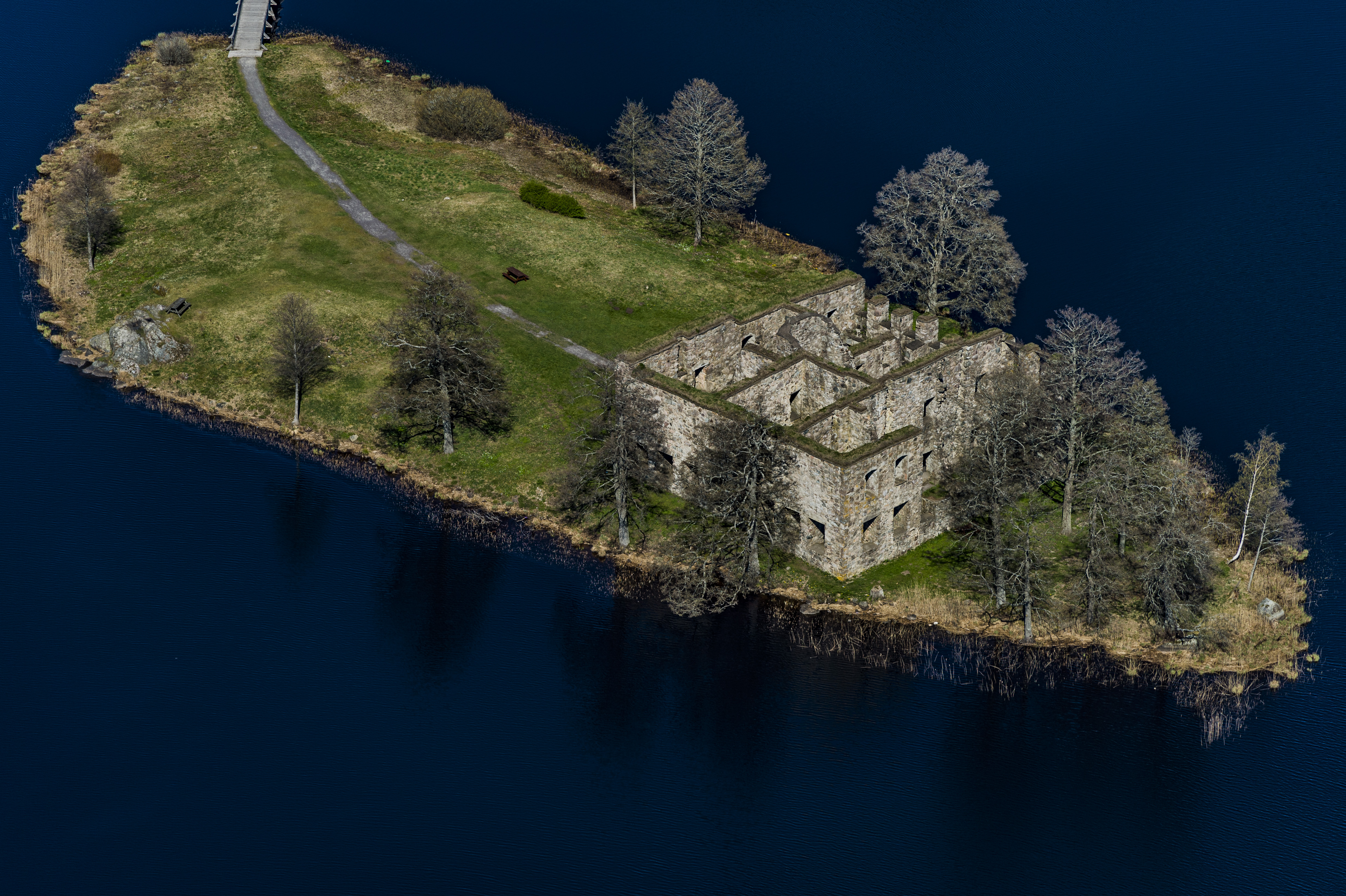
Flygfoto av Eksjöhovgårds slottsruin.

Eksjöhovgård (även Ekesjö eller Eksjö hovgård) är en slottsruin som ligger på en liten ö i Eksjöhovgårdssjön i före detta Vallsjö socken, strax utanför Sävsjö på vägen mot Vetlanda. Ruinen utgör motiv för Sävsjö kommuns vapen trots att Sävsjö är en sentida järnvägsknutpunkt och att Eksjöhovgård möjligen anspelar på medeltidsstaden Eksjö som ligger några mil norrut.
Första referensen till Ekesjö är från 1287. Som hovgård omtalas Ekesjö först under slutet av 1600-talet, men det är möjligt att gården haft den statusen längre tillbaka i tiden. Under 1300-talet omtalas Ekesjö som tingsplats i Västra härad. Sven Sture bytte till sig Ekesjö 1420 och bosatte sig här, det var troligen han som lät uppföra den första borgen på ön i Eksjöhovgårdssjön. I det äldsta stenhuset från början av 1500-talet ingår delar av ett försvarstorn från den tiden. Efter Sven Sture ärvdes gården av Bo Stensson (Natt och Dag), Nils Bosson (Sture), Svante Nilsson (Sture), Sten Sture den yngre och Svante Sture den yngre. Ingen av dessa tycks dock ha varit bosatt här.
Enligt traditionen skulle Sten Sture den yngre använt byggnaden som jaktslott. Omkring 1630 ärvde fältmarskalken Carl Mauritz Lewenhaupt godset och på 1650-talet lät han uppföra det stenhus som idag utgör slottsruinen. Byggnationen hann inte färdigställas före Lewenhaupts död 1666 och arvingarna hade inte råd att slutföra den. På 1730-talet, då med greve Magnus Julius De la Gardie som slottsherre, revs den övre våningen och ingången flyttades. Senare ägare hamnade på ekonomiskt obestånd och 1812 såldes slottets koppartak varefter byggnaden snabbt förföll. Ruinen har sedermera säkrats mot ytterligare förfall.
År 2014 firade man i Sävsjö kommun 350-årsjubileum för byggnadens uppförande i sten.